# Platycranus
Platycranus is een geslacht van wantsen uit de familie van de Miridae (blindwantsen). Het geslacht werd voor het eerst wetenschappelijk beschreven door Franz Xaver Fieber in 1870.

## Soorten
Het genus bevat de volgende soorten:

- Platycranus alkestis Linnavuori, 1999
- Platycranus bicolor (Douglas & Scott, 1868)
- Platycranus boreae A. Gogala, 2002
- Platycranus concii Tamanini, 1987
- Platycranus eckerleini Wagner, 1962
- Platycranus erberi Fieber, 1870
- Platycranus genistae Lindberg, 1948
- Platycranus hartigi Wagner, 1951
- Platycranus jordanicus Linnavuori, 1984
- Platycranus jordii Günther, 2011
- Platycranus jurineae P.V. Putshkov, 1985
- Platycranus lindbergi Wagner, 1954
- Platycranus longicornis Wagner, 1955
- Platycranus metriorrhynchus Reuter, 1883
- Platycranus minutus Wagner, 1955
- Platycranus orientalis Linnavuori, 1965
- Platycranus pictus Wagner, 1963
- Platycranus putoni Reuter, 1879
- Platycranus remanei Wagner, 1955
- Platycranus rumelicus Josifov & Simov, 2006
- Platycranus wagneri Carapezza, 1997